# Diputació Provincial de Pontevedra
La Diputació Provincial de Pontevedra és una institució pública que presta serveis directes als ciutadans i dona suport tècnic, econòmic i tecnològic als ajuntaments dels 62 municipis de la província de Pontevedra en la comunitat autònoma de Galícia. A més, coordina alguns serveis municipals i organitza serveis de caràcter supramunicipal. Té la seu central a la ciutat de Pontevedra capital.

## Història
La Diputació de Pontevedra va ser creada l'any 1836, a conseqüència de l'organització d'Espanya en províncies. En aquella època va exercir competències en matèria d'obres públiques, educació, beneficència, així com funcions intermèdies entre els municipis i l'administració de l'estat.
L'any 1979 es va constituir com a organisme democràtic a l'una del procés de transició que es desenvolupava a Espanya.

## Composició
Integren la Diputació Provincial, com a òrgans de govern d'aquesta, el President, els Vicepresidents, la Corporació, el Ple i les Comissions informatives. El Ple està format per 27 diputats amb la representació segons els partits sorgida de les eleccions municipals espanyoles de 2011:
- Partit Popular de Galícia, 14
- Partido dos Socialistas de Galicia-PSOE, 8
- Bloc Nacionalista Gallec, 5

El president actual és Rafael Louzán Abal, que va substituir Manuel Abeledo López del Partit Popular (PP) en aquesta presidència.

### Històric de presidents
- 1979-1983: Federico Cifuentes Pérez (UCD)
- 1983-1986: Mariano Rajoy Brey (AP)
- 1986-1987: Fernando García del Valle (AP)
- 1987-1990: Xosé Cuíña Crespo (PPdeG)
- 1990-1995: César José Mera Rodríguez (PPdeG)
- 1995-2003: Manuel Abeledo López (PPdeG)
- Des de 2003: Rafael Louzán Abal (PPdeG)